# 脇町岩倉
脇町岩倉（わきまちいわくら）は、徳島県美馬市の大字。郵便番号は〒779-3620。

## 地理
美馬市の中央部に位置。南は脇町別所、東は脇町馬木、北から西は脇町に接する。
吉野川の形成した沖積平野と河岸段丘、および井口谷川を中心とする小扇状地からなる。ほぼ中央部を東西に徳島県道12号鳴門池田線（撫養街道）が通る。

## 歴史
- 2005年（平成17年）3月1日 - 美馬郡脇町が木屋平村・穴吹町・美馬町と合併して美馬市となり、現在の町名となる。

## 施設
- 美馬市立岩倉小学校

## 交通

### 道路
都道府県道
- 徳島県道12号鳴門池田線